# Fasta
Fasta eller fastetid är en period då en person självmant avstår från mat och eventuellt dryck i olika utsträckning. Fasta påbjuds inom många religioner som andlig förnyelse, renande process, botgöring med mera. Man kan också fasta av hälsoskäl, ibland på uppmaning av läkare, exempelvis inför vissa typer av operationer, röntgenundersökningar eller blodprov. Det är inte helt ofarligt att fasta om det görs fel eller i för stor omfattning. Är man ovan vid fasta bör man kontakta en läkare eller dietist innan man börjar fasta.

## Fasta inom olika religioner
Fastan har olika längd och innehåll i olika religioner.

### Bahá'í
- 19 dagars fasta från 2 mars till och med 20 mars.
- Man fastar under den nittonde månaden i bahaikalendern.
- Påbjudet från 15 till 70 års ålder.
- Inte bindande för barn, gravida, sjuka, resande eller svaga.
- Man äter och dricker inte från gryning till solnedgång.

### Buddhism
- Under särskilda dagar (uposatha) fastar lekmän från klockan 12 till nästa dags morgonmål.

Munkar fastar alltid från kl 12 till nästa dags morgonmål.

### Hinduism
- Man fastar inför högtiderna, till exempel Mahashivaratri (Shivanatten).
- Heliga män fastar mera än andra.

### Islam
- 30 dagars fasta och kallas för (sawm).
- Ramadan, den nionde månaden av det islamiska månåret, är den islamiska fastemånaden.
- Inte bindande för barn, sjuka, resande, gravida eller svaga.
- Man varken äter, dricker, röker eller har sex från gryningen till solnedgången.

### Judendom
- Jom Kippur. Man ägnar sig åt fasta och ånger för att försonas med Gud.

### Kristendom
Bland annat inom romersk-katolska och de lutherska kyrkorna har man under senare tid betonat att fastetiden är en tid då man kan kämpa mot sina ovanor och erbjuder att fasta i grupp och därmed uppmuntra varandra under fastetiden. Man väljer då själv något man vill avstå ifrån, till exempel: TV-tittande, godis, alkohol och kött, tidningar eller något annat. Meningen är att avstå från något för att vinna något annat. Att vinna tid för sin familj, att få pengar över att ge till de fattiga och så vidare.
- I kristen tradition är fredagen fastedag, eftersom Jesu korsfästelse inföll på en fredag. Enligt gammal tradition är också onsdagen fastedag, eftersom Jesus då förråddes av Judas Iskariot.
- Påskfastan, kyrkoårets största fasta, inträffar som en förberedelsetid för påsk. I västkyrklig tradition börjar den på askonsdagen och sträcker sig 40 dagar – söndagar undantagna – till och med påskafton. Askonsdag och långfredag är de strängaste fastedagarna. Också perioden före jul är en fasteperiod och kallas i västkyrkan advent, som betyder ankomst, vilket syftar på Jesu ankomst.
- Bland de ortodoxa kyrkorna lägger man fortfarande stor vikt vid fastedagarna.
- Inom katolska kyrkan är varje fredag fastedag, då man främst förväntas avstå från kött.
- Protestantiska kyrkor har tidigare inte lagt någon större vikt vid fasta, men i Svenska kyrkan, liksom i den anglikanska kyrkan utges varje år en särskilt fastebok av ärkebiskopen. Vissa frikyrkor betonar dock fastan som en möjlighet till koncentrerad bön. De ansluter dock sällan till de historiska fasteperioderna utan tiden är valfri.
- Eukaristisk fasta

### Inka
Inkafolket fastade 21-23 juni inför den stora festivalen, för att hedra solguden, Inti Raymi den 24 juni-2 juli, i Cuzco där man åt och drack i mängder i nio dagar. Under den föregående fastan fick ingen förtäring av fast föda, tändande av eld eller sex förekomma.

## Fasta av hälsoskäl
Att fasta av hälsoskäl kan göras i syfte att rensa kroppen från slaggprodukter, stimulera kroppens ämnesomsättning och cellproduktion samt för att stärka immunförsvaret — effekter som till stora delar dock inte påvisats av läkarvetenskapen. Näringsintaget begränsas under perioder från en dag och uppåt. Fastans positiva effekter på kroppen, som rening och borttransport av toxiner, finns det inga vetenskapliga bevis för. Att det ger positiva effekter att fasta om utövarna får i sig mer grönsaker och frukt, men avstår från onyttig mat och alkohol råder enighet.

### Periodisk fasta
Periodisk fasta (intermittent fasting eller IF på engelska) eller korttidsfasta innebär att man avstår från födointag under kortare perioder, vanligtvis mellan 16 och 36 timmar. 5:2-dieten är en sådan metod som populariserades under 2012 av hälsojournalisten Michael Mosley.
Det är viktigt att förstå att periodisk fasta inte är en diet i det avseendet att det inte dikterar vad du ska äta utan istället när du ska äta. Det är därför mer av ett ”ätschema” än en diet.

### Torrfasta
Inom alternativmedicin har extremare former av dieter och fastor börjat praktiseras under 2000-talets första årtionde. En av dessa är torrfasta som går ut på att utsätta kroppen för uttorkning, vilket normalt är ett sjukdomstillstånd som ska behandlas. Förespråkarna menar att den förutom allmän rening ska öka immunförsvaret och byta ut stamceller, vilket vetenskapen inte kan se någon som helst grund för.